# Maianthemum scilloideum
Maianthemum scilloideum är en sparrisväxtart som först beskrevs av Martin Martens och Henri Guillaume Galeotti, och fick sitt nu gällande namn av Lafrankie. Maianthemum scilloideum ingår i släktet ekorrbärssläktet, och familjen sparrisväxter. Inga underarter finns listade i Catalogue of Life.